# Bruchiaceae
Bruchiaceae, porodica pravih mahovina, dio reda Dicranales. Postoje tri priznata roda s preko 100 vrsta

## Rodovi
1. Bruchia Schwägr.
2. Eobruchia W.R. Buck
3. Trematodon Michx.